# 峨山碗蕨
峨山碗蕨（学名：Dennstaedtia elwesii）为姬蕨科碗蕨属下的一个种。

## 扩展阅读
- 維基物種上的相關：峨山碗蕨